# Johann Joachim Quantz

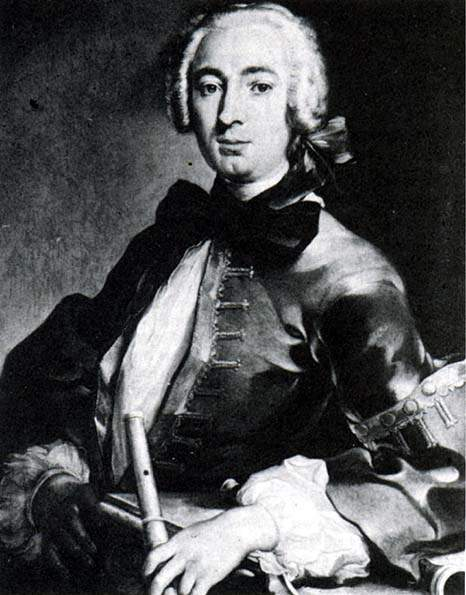
Johann Joachim Quantz

Johann Joachim Quantz (Oberscheden bij Göttingen, 30 januari 1697 – Potsdam, 12 juli 1773) was een Duits componist, fluitist, hoboïst en fluitbouwer.  Hij behoort tot de meest invloedrijke meesters van het Duitsland uit de eerste helft van de 18e eeuw en tot de belangrijkste fluitcomponisten aller tijden.

## Levensloop
Hij leerde als kind verschillende instrumenten bespelen en leerde muziek (fluit) van zijn oom, die stadsmusicus was in Merseburg. Zijn vader, die hoefsmid was, was al vroeg overleden. De organist in Merseburg, een zekere Kiesewetter, leerde daarna Johann Quantz orgel spelen en onderrichtte hem in de muziektheorie en de compositiekunst. In 1713 werd Quantz gezel in de pijpersgilde te Radeberg. Kort daarna trok hij naar het kleine Pirna. In 1716 werd Dresden zijn standplaats: hij blies er in het orkest van de stadsmusicus Heine. Zijn werkgevers stonden toe dat de talentvolle jonge musicus studiereizen mocht ondernemen naar Wenen. Zo studeerde hij er in 1717 compositie bij Jan Dismas Zelenka en Johann Joseph Fux.
Na zijn studie in Wenen kon Quantz in 1718 een hoge post vinden: hij werd aangenomen als hoboïst aan het hof van August II van Polen die resideerde in Dresden en Warschau. In 1719 studeerde hij bij Pierre Gabriel Buffardin en legde hij zich toe op de fluit. Zijn vorstelijke werkgevers stelden Quantz in staat om nog eens te reizen om te studeren.  De jaren 1724-1727 brachten hem in Rome (waar hij bij Francesco Gasparini studeerde), Napels, Venetië en Florence.  De thuisreis ging over Genève, Lyon, Parijs en Londen.  Hij kreeg hierdoor naam en faam en werd de beroemdste fluitist van Europa.
Na zijn terugkeer naar Dresden in 1727 werd hij benoemd als eerste fluitist aan het hof en mocht hij tweemaal per jaar les geven aan de Pruisische kroonprins, de latere koning Frederik II van Pruisen.  Toen de kroonprins in 1740 de troon besteeg, kon Quantz in 1741 in dienst treden bij hem in Potsdam.  Hij werd de fluitdocent van de koning onder wel zeer gunstige voorwaarden - zijn salaris bedroeg 2000 thaler - en hij schreef er meer dan 300 concerti en 200 kamermuziekwerken met fluit voor de vorst, in de galante stijl.  Voor elke compositie werd nog een apart bedrag uitbetaald.
In 1752 werd zijn belangwekkend leerboek Versuch einer Anweisung die Flöte traversiere zu spielen gepubliceerd.  Het boek is een van de grondigste werken over de uitvoeringspraktijk uit die tijd en werd twee jaar later ook in het Nederlands uitgegeven: Grondig onderwijs van den aardt en de regte behandeling der dwarsfluit, Amsterdam, 1754.  Beide boeken worden tot in onze tijd herdrukt.
Quantz was nauw bevriend met Telemann en padre Martini.  Naast Frederik II van Pruisen had hij nog andere belangrijke leerlingen, waaronder Johann Friedrich Agricola en Christoph Nichelmann.
Hij bouwde zelf ook fluiten en trachtte de dwarsfluit te verbeteren door invoering van een tweede klep, waarbij onderscheid gemaakt werd tussen dis en es. Het tweekleppensysteem is echter nauwelijks door andere fluitbouwers nagevolgd.

## Geschriften
- Versuch einer Anweisung die Flöte traversiere zu spielen, 1752

## Oeuvre
- een hele reeks fluitsolo's (vrijwel allemaal verloren gegaan in de Tweede Wereldoorlog)
- 204 sonates voor fluit met basso continuo
- 12 capriccio's
- 8 fantasieën
- 20 sonate- of suitedelen voor fluit solo
- diverse werken voor 2 fluiten zonder begeleiding
- 45 trio's voor 2 fluiten met basso continuo
- ruim 300 concerti voor fluit, strijkers en basso continuo
- 7 concerti voor 2 fluiten
- 2 hoboconcerti
- 2 hoornconcerti
- 30 vocale werken